# Erigonoplus ayyildizi
Erigonoplus ayyildizi là một loài nhện trong họ Linyphiidae.
Loài này thuộc chi Erigonoplus. Erigonoplus ayyildizi được Andrei V miêu tả năm 2005. Tanasevitch, Top�u & Demir.